# 1825 en droit
Cet article présente les faits marquants de l'année 1825 en droit.

## Événements
- Japon : édit shogunal ordonnant d’éloigner tout navire étranger s’approchant des côtes.
- L’Inquisition est rétablie en Espagne.

### Octobre
- 22 octobre (Hongrie) : devant la résistance des comitats, Metternich convoque la Diète après treize ans d’interruption. Elle rappelle à l’empereur l’obligation de la convoquer tous les trois ans. Cette convocation inaugure une ère de réformes jusqu’en 1848. La Diète de 1825-1827 vote des lois qui restituent les droits constitutionnels, mettent fin aux levées arbitraires de recrues et d’impôts et font avancer l’emploi du hongrois comme langue officielle. Le grand débat sur les réformes débute aux diétines des comitats, dans les journaux et les livres (Wesselenyi, Széchenyi).

## Décès
- 21 juillet : Félix Julien Jean Bigot de Préameneu, juriste français, un des quatre auteurs du Code civil français (° 26 mars 1747).